# Martin Hübner
Martin Hübner (1724 – 1795) è stato un giurista danese.

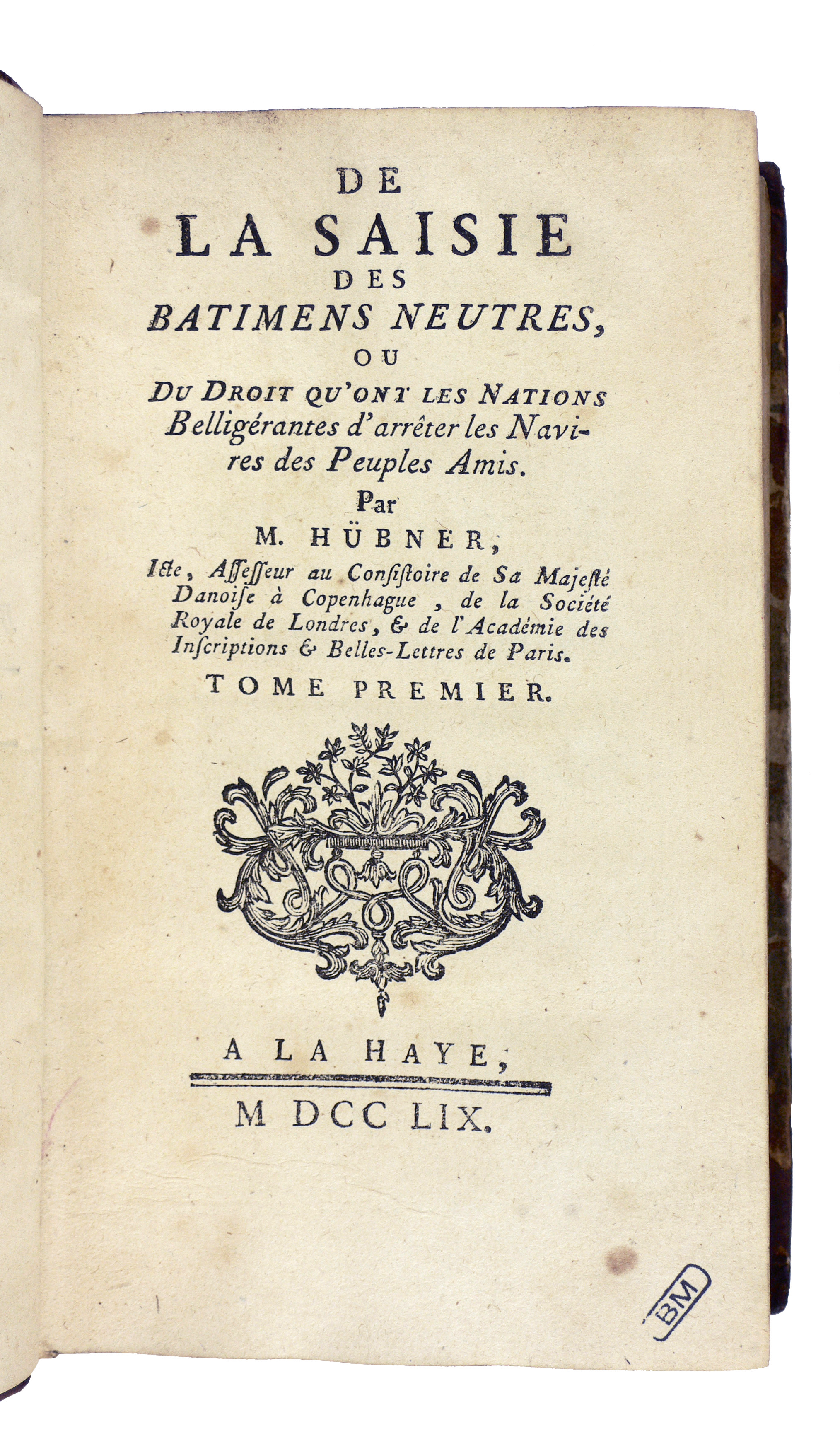
De la saisie des batimens neutres, 1759 (Fondazione Mansutti, Milano).

Scrisse un trattato di diritto internazionale, il De la saisie des batimens neutres, a proposito dei diritti delle nazioni neutrali in mare. Pubblicato per la prima volta nel 1759, il libro propone idee progressiste legate agli eventi politici che in quegli anni mettevano a rischio la neutralità della Danimarca, allontanandosi dalla freddezza espositiva del volume Droits des gens di Emmeric de Vattel, pubblicato appena un anno prima. Lo stesso argomento viene trattato in seguito anche da Domenico Alberto Azuni nel Sistema universale dei principi del diritto marittimo dell'Europa e nel Système universel des armemens en course.
Secondo Hübner, la cattura in mare deve risolversi tramite la diplomazia con un tribunale misto composto da magistrati sia delle nazioni in guerra sia di quelle neutrali. Un carico di un paese nemico non dovrebbe essere catturato, facendo vigere il principio di territorialità dell'imbarcazione, se caricato su una nave neutrale; lo stesso dovrebbe avvenire nel caso la sola nave appartenga a una nazione neutrale.